# Spongodes nosybearia
Spongodes nosybearia är en korallart som först beskrevs av Verseveldt 1973.  Spongodes nosybearia ingår i släktet Spongodes och familjen Nephtheidae. Inga underarter finns listade i Catalogue of Life.